# Hermann Lemperle
Hermann Lemperle  (* 22. Mai 1906 in Biberach an der Riß; † 19. September 1983 in Stuttgart) war ein deutscher Kunsthistoriker und Leichtathlet. Er war einer der bekanntesten deutschen Zehnkämpfer in den 1920er und 1930er Jahren. 

## Leben
Hermann Lemperle war viertes von neun Kindern einer oberschwäbischen Kaufmannsfamilie. Er besuchte die Biberacher Realschule und anschließend die Höhere Handelsschule in Ravensburg. In Esslingen am Neckar absolvierte er 1923 eine zweijährige Lehre als Kaufmannsgehilfe und war in Stuttgart als Handlungsgehilfe tätig. Ab November 1926 studierte er mit „Kleiner Matrikel“ zunächst Sport an der Deutschen Sporthochschule Köln. Von 1932 bis 1936 studierte er Kunstgeschichte an der Wilhelm Humboldt-Universität Berlin. Mit einer Arbeit über Oberschwäbische Barockklöster in der Beziehung zur Landschaft wurde er zum Dr. phil. promoviert. Bis zum Ausbruch des Zweiten Weltkrieges war er wissenschaftliche Mitarbeiter bei Wilhelm Pinder an der Humboldt-Universität. Nach Kriegsdienst als Oberleutnant der Gebirgsjäger war er als Kunsthistoriker und Hauptkonservator am Landesmuseum Württemberg in Stuttgart tätig. Er galt als Experte für Madonnendarstellungen und Marienbildnisse.
Hermann Lemperle engagierte sich für zahlreiche Sozialprojekte im Heiligen Land und war Mitglied im Deutschen Verein vom Heiligen Lande. 1975 wurde er vom Kardinal-Großmeister Maximilien Kardinal de Fuerstenberg zum Ritter des Ritterordens vom Heiligen Grab zu Jerusalem ernannt und am 6. Dezember 1975 in Essen durch Franz Hengsbach, Großprior der deutschen Statthalterei, in den Orden investiert.

## Zehnkampf
Er war Teilnehmer bei den Olympischen Spielen 1928 in Amsterdam und belegte Platz 19. Er startete für den Marienburger SC und wurde 1928 Deutscher Vizemeister im Zehnkampf. Vor den Spielen des Jahres 1932 musste er aufgrund einer Meniskusverletzung seine Sportlerkarriere aufgeben. Er war vor dem Schlussläufer Fritz Schilgen der vorletzte Läufer bei dem erstmals stattfindenden olympischen Fackellauf bei den Olympischen Spielen 1936.
Lemperle war Modell für die Bronzeskulptur „Zehnkampfmann“ des Bildhauers Georg Kolbe im Haus des Deutschen Sports in Berlin, die vorher in der Akademie der Künste Berlin und auf der Biennale Venedig ausgestellt wurde.

## Schriften
- Oberschwäbische Klosteranlagen der Barockzeit und ihre Beziehung zur Landschaft, Thiele 1937
- Die Benediktinerabtei Weingarten und ihr Idealprospekt, in: Schwäbische Heimat Bd. 2, 1951
- Die ehemalige Benediktinerabtei Wiblingen bei Ulm, Süddt. Verlag-Ges. 1955
- Das Biberacher Stadtbild als Kunstwerk, in: Schwäbische Heimat Bd. 6, 1955
- Das Jagd- und Lustschlösschen Favorita, in: Veröffentlichungen für Naturschutz und Landschaftspflege Bd. 26, 1958
- Führer durch das Württembergische Landesmuseum Stuttgart, Kunstgeschichtliche Sammlungen, Kohlhammer 1959
- Klosterkirche Wiblingen, 1961
- Madonnen: Die Madonna in der deutschen Plastik, 1965
- Die Romantische Straße in Farben, Verlag Die Schönen Bücher 1969, zusammen mit Wolf Strache